# 凌統
凌 統（りょう とう、189年 - 217年/237年）は、中国後漢末期の呉の武将・政治家。字は公績（こうせき）。父は凌操。子は凌烈・凌封。揚州呉郡余杭県の人。

## 略歴

### 国士の風
建安8年（203年）、夏口攻めで父が戦死すると15歳で後を継ぎ、孫権から別部司馬・破賊都尉（代行）に任命された。
建安11年（206年）、麻屯・保屯の山賊討伐に従軍した。決戦の前に行われた酒宴で、督の陳勤の傍若無人な振る舞いを咎めたため、陳勤の怒りを買った。陳勤は凌統本人や父の凌操を侮辱し、凌統も初めは耐えていたが、侮辱は酒宴の帰り道にまで及んだため、ついに陳勤を斬った。陳勤は負傷し、その傷が原因で数日後に死んだ。仲間を死なせた責任を感じた凌統は、死んで詫びようと麻屯攻略の際に猛攻を仕掛け、勝利に貢献した。凌統は自首したが、孫権は功をもって罪を許した。
また時期は不明であるが、董襲・歩騭・蔣欽らと共に山越の彭虎を討伐している。
建安13年（208年）、夏口攻略戦では董襲と共に先鋒を務め、張碩を斬るという武功を挙げ、その功により承烈都尉に任命された。同年の赤壁の戦いにも従軍し、さらに周瑜が荊州南郡を攻撃するとこれにも従軍した。夷陵を占領した甘寧の部隊が敵軍に包囲されると、周瑜が諸将を率いて甘寧を救出に行く間、本陣を守った。これらの功により承烈校尉に昇進した。
建安19年（214年）、呂蒙と共に皖城を攻め、盪寇中郎将に昇進し、沛国の相となった。
建安20年（215年）、孫権は劉備に荊州返還を求めたが、劉備は応じず、呂蒙らと共に荊南三郡（長沙郡・桂陽郡・零陵郡）を攻めた。
合肥の戦いにおいて凌統は右部督となり、張遼の奇襲により絶体絶命となった孫権を撤退させるため、腹心の部下300人を率いて奮戦した。孫権が退却に成功したのを見届けると、凌統は再び戦場に戻って戦い敵兵数十人を斬った。退却しようとしたときには橋が壊されていたため、鎧を着たまま泳いで帰還した。孫権は、全身に傷を負って瀕死の状態であった凌統を手厚く看護させた。凌統は部下が全員戻っていないことに落涙した。しかし、孫権は自らの袖で涙を拭い「公績（凌統）、死んだ者はもう戻ってこない。だが、私にはまだあなたがいる。それで十分だ」と慰めた。この功により偏将軍に昇進し、以前の倍の兵を与えられた。
このころの呉は常に人口不足で苦しんでいたという。凌統は孫権に「東の山岳地帯には勇猛な人材が多く、威恩をもって味方にすることができる」と進言し、山越の平定・徴兵を申し出た。
役目を終えて任地を離れようとしている矢先に病死した。孫権はこれを聞いて大いに悲しみ、張承に銘誄を作らせた。
配下の兵は駱統が引き継いだ。家臣が病となった際、孫権が最も気遣ったのは呂蒙・凌統だったという。

### 没年について
『三国志』呉志 凌統伝 には、凌統は49歳で病死したとあり、これに従えば没年は嘉禾6年（237年）ということになる。
しかし、『三国志』呉志 駱統伝 には、凌統の没後、配下の兵を駱統が引き継いだとあり、また、駱統の没年は黄武7年（228年）であるので、この場合だと凌統は40歳前後までには死んでいたこととなり、両伝の記述に矛盾が生じている。
『三国志』には建安20年（215年）以降の凌統に関する記述がなく、隋末に編纂された『北堂書鈔』巻133服飾部（牀15）は、『呉志』（『三国志』呉志）を引用し、「凌統が病気で亡くなった。時に29歳であった」とし、『永楽大典』にも同じ文章がある。唐代に書かれた『建康実録』には、凌統は建安22年（217年）に29歳で死去したと記されている。
さらに『三国志』の注釈本である盧弼『三国志集解』、梁章巨『三国志旁証』のいずれも、凌統の没年を29歳が正しいと注記している。
したがって、現行の『三国志』の「四十九」は「二十九」の誤りであり実際の没年は建安22年（217年）と考えられる。

## 人物
賢に親しみ士に接し、財を軽んじ義を重んじ、国士の風を有していた。精鋭1万人余りを配下に得た後で故郷を通りかかった時にも、役人に対し恭しく礼を尽くし、古馴染みにも親しんでいたという。
平素から優れた人物を愛し、また慕われていた。後に左将軍となった留賛は、凌統の推挙により用いられた人物である。「凌統に勝る」と言われ推挙された同郷の盛暹に対しても、全くわだかまりを持たなかった。
父の仇である甘寧を恨んでおり、復讐しないよう孫権から釘を差されていた。
ある宴会で凌統が剣舞を舞うと、甘寧はそれに応じた。これ見て危惧した呂蒙は二人の間に入り、事を起こさないように振る舞った。これを聞いた孫権は、すぐに甘寧を半洲へ移した。

## 一族
- 凌操 - 凌統の父。呉の破賊校尉。
- 凌烈 - 凌統の子。呉の亭侯。
- 凌封 - 凌統の子。呉の亭侯。

凌統の父の凌操は孫策・孫権に仕えた。男伊達に富んで剛毅果断な人物であり、武勇に秀でていたという。孫策が兵を興すと自身もそれに従い、常に呉軍の先鋒を任された。
凌統の子2人は幼かったため、孫権は2人を宮内で養い、自分の子と同じように愛した。凌烈が成長し、凌統の生前の功績が評価され亭侯に封じられると、駱統から父の兵を返された。だが、後に凌烈は罪を犯し爵位を取り上げられたため、弟の凌封が後を継いだ。

## 三国志演義
小説『三国志演義』においても甘寧との確執が描かれている。
216年に曹操が40万で濡須口にやってきた際、張昭が「出鼻をくじけ」と言うと凌統が進み出て「兵3000をお与え下さい」と言った。すると甘寧が「俺なら100騎で足りる」と言い、2人が孫権の面前で言い争いを始めたので、孫権は「敵を軽んじてはならぬ。まず凌統が行け」と命令した。
凌統は攻めてきた張遼と一騎打ちに及び、五十合に及んでも勝負がつかなかった。孫権は呂蒙に命じて帰ってきた凌統を迎えた。
翌日、凌統は再び張遼との一騎打ちを望んだが、飛び出してきた楽進と一騎討ちとなり、五十合の討ち合いを展開した。曹操も見に来て、曹休に命じて張遼の後ろからこっそり凌統の馬を射させた。凌統は曹休の矢を受けて落馬すると、これを見た甘寧が弓矢で楽進を撃退した。窮地を救われた凌統はそれを契機に恨みを水に流して甘寧と固い親交を結んでいる。
夷陵の戦いでは孫権は韓当を大将、周泰を副将、潘璋を先手、凌統を後備、甘寧を援軍に命じ10万で蜀軍を防ぐ。